# Reedy (Mid West)
Reedy is een spookdorp in de regio Mid West in West-Australië.

## Geschiedenis
In de jaren 1899-1900 vond H. Reed goud in de streek. Er kwam nooit een goldrush op gang omdat er te weinig bovengronds goud was. Er werd in de omgeving een waterbron naar Reed vernoemd, 'Reedy's Well'. De naam werd voor het eerst in 1908 opgetekend.
Door de crisis van de jaren 1930 ontstond na het geven van subsidies een nieuwe hoogconjunctuur in de goudindustrie. Ook op Reedy's goudveld kwam activiteit tot stand. De 'Cue-Day Dawn Road Board' vroeg de West-Australische overheid om er een dorp te ontwikkelen. In 1934 werd Reedy officieel gesticht en naar de nabijgelegen waterbron vernoemd.
In 1935 werden in Reedy 28 goudzoekers aangeklaagd voor het zich illegaal op het goudveld vestigen. Dit was de eerste keer dat de uit 1894 stammende wet in West-Australië werd toegepast. Voorheen werden goudzoekers door de eigenaars op hun goudleases geduld.
In de jaren 1980-90 was er terug activiteit op het goudveld. Onder meer 'Metana Minerals' beheerde er enkele goudmijnen in dagbouw. Ook in de 21e eeuw wordt er nog naar goud gezocht.

## Geografie
Reedy maakt deel uit van het lokale bestuursgebied (LGA) Shire of Cue waarvan Cue de hoofdplaats is. Het ligt langs de Great Northern Highway, 680 kilometer ten noordnoordoosten van de West-Australische hoofdstad Perth, 75 kilometer ten zuidwesten van Meekatharra en 40 kilometer ten noordnoordoosten van Cue.
De mijnbedrijven die er actief zijn maken gebruik van een startbaan, Reedy's Airport (ICAO: YRDY).

## Klimaat
De streek kent een warm woestijnklimaat, BWh volgens de klimaatclassificatie van Köppen.